# Robowar - Robot da guerra
Robowar - Robot da guerra è un film del 1988 diretto da Bruno Mattei con lo pseudonimo di Vincent Dawn.

## Trama
Nelle Filippine Omega 1, un robot ancora in fase di sviluppo, fugge al controllo dei suoi creatori e comincia a distruggere tutto ciò che incontra.
Mascher, il creatore del Robowar (questo è il nome del robot) mette insieme una squadra di mercenari guidati dal maggiore Murphy Black, per riuscire a stanare e disattivare il micidiale robot.
Ma uno ad uno i componenti della squadra, compreso Mascher, vengono uccisi dal Robowar. Solo Murphy e Virgin, una donna a cui hanno salvato la vita nella foresta, riescono a sfuggire al Robowar.
Nello scontro finale tra il Robowar e Murphy, quest'ultimo scopre che il robot altri non è che un suo vecchio amico morto in Vietnam e riportato in vita per attivare il Robowar.

## Accoglienza

### Critica
Fantafilm definisce la pellicola "tra gli ultimi stanchi e frettolosi prodotti italiani nati sulla scia del successo dei vari Terminator e Predator", precisando che "tenta di distinguersi scegliendo un'ambientazione alla Rambo". Inoltre, la scelta finale di rendere Robowar una sorta di cyborg ricorda molto Robocop.